# Вулиця Вакуленчука (Мелітополь)
Вулиця Вакуленчука — вулиця в Мелітополі. Починається від вулиці Івана Богуна, перетинає дві важливі магістралі — проспект Богдана Хмельницького (М-18) і вулицю Івана Алексєєва (М-14), і закінчується в садових ділянках між вулицею Івана Алексєєва та залізницею.
У центральній частині вулиці знаходяться житловий масив і НДІ зрошуваного садівництва, значну територію також займає приватний сектор. Покриття в основному асфальтне, за винятком ґрунтового відрізка на початку вулиці.

## Назва
Вулиця названа на честь Григорія Микитовича Вакуленчука (1877-1905) — організатора і ватажка (згідно радянській пропаганді) повстання на броненосці «Потьомкін».
У 2016 році, коли в рамках декомунізації відбувалося перейменування ряду вулиць Мелітополя, обговорювалося також перейменування та вулиці Вакуленчука. Однак оскільки Вакуленчук не був комуністичним діячем, комісія з розгляду питань ліквідації символів тоталітаризму та повернення історичних назв при міськвиконкомі не стала виносити вулицю на перейменування, і вулиця зберегла стару назву.

## Історія
В офіційних документах вулиця Вакуленчука вперше згадується 29 жовтня 1941 року.
26 червня 2002 року одну з ділянок було виділено на нову вулицю, яка отримала ім'я мелітопольського садівника Михайла Сидоренка.

## Об'єкти
- Мелітопольська дослідна станція садівництва імені М. Ф. Сидоренка;
- пам'ятник Богданові Хмельницькому (на перехресті з проспектом);
- пам'ятник Івану Мічуріну;
- садові ділянки НДІ.

## Галерея

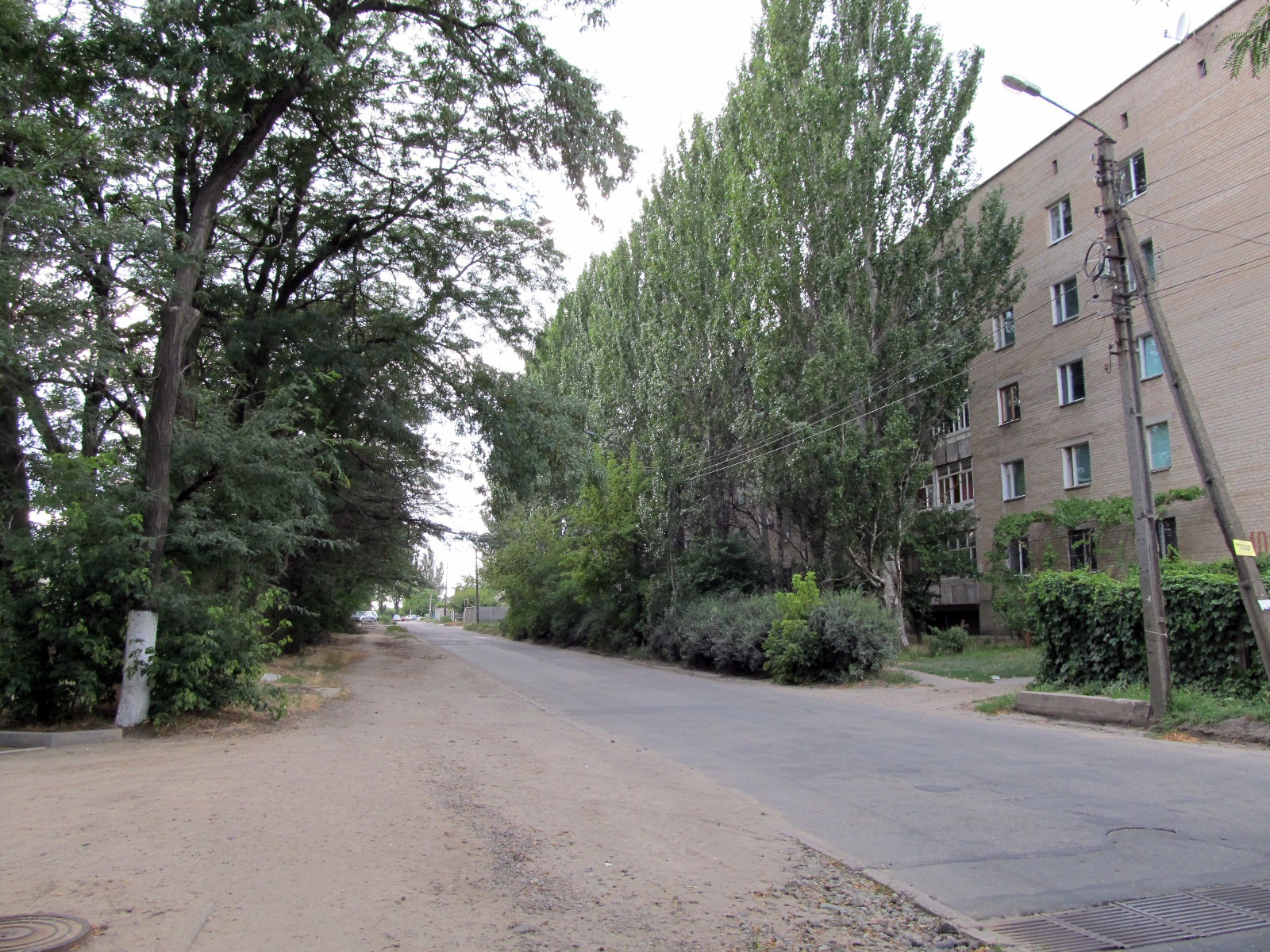
Vakulenchuka Street, Melitopol, Zaporizhia Oblast, Ukraine 02
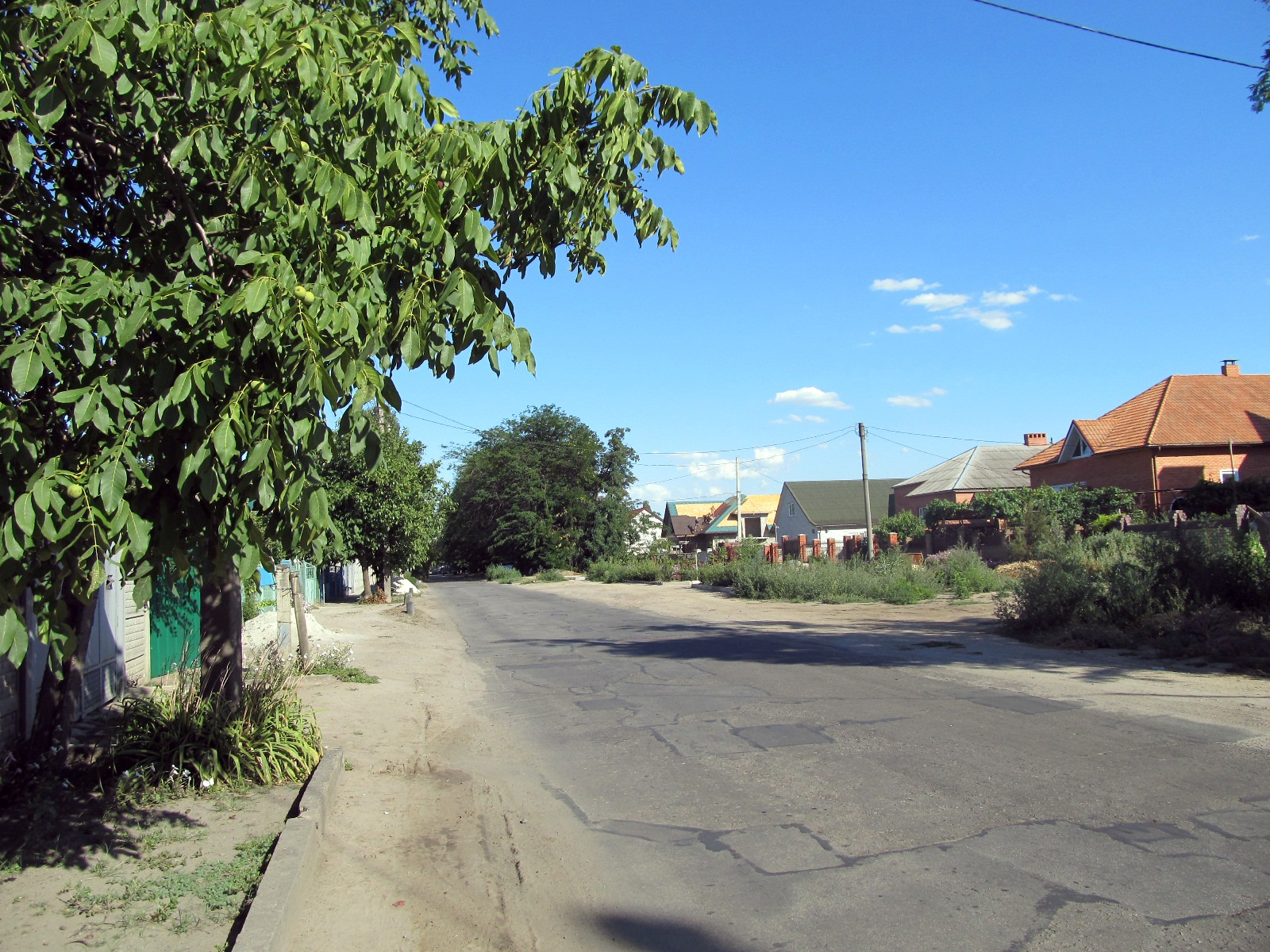
Vakulenchuka Street, Melitopol, Zaporizhia Oblast, Ukraine 03
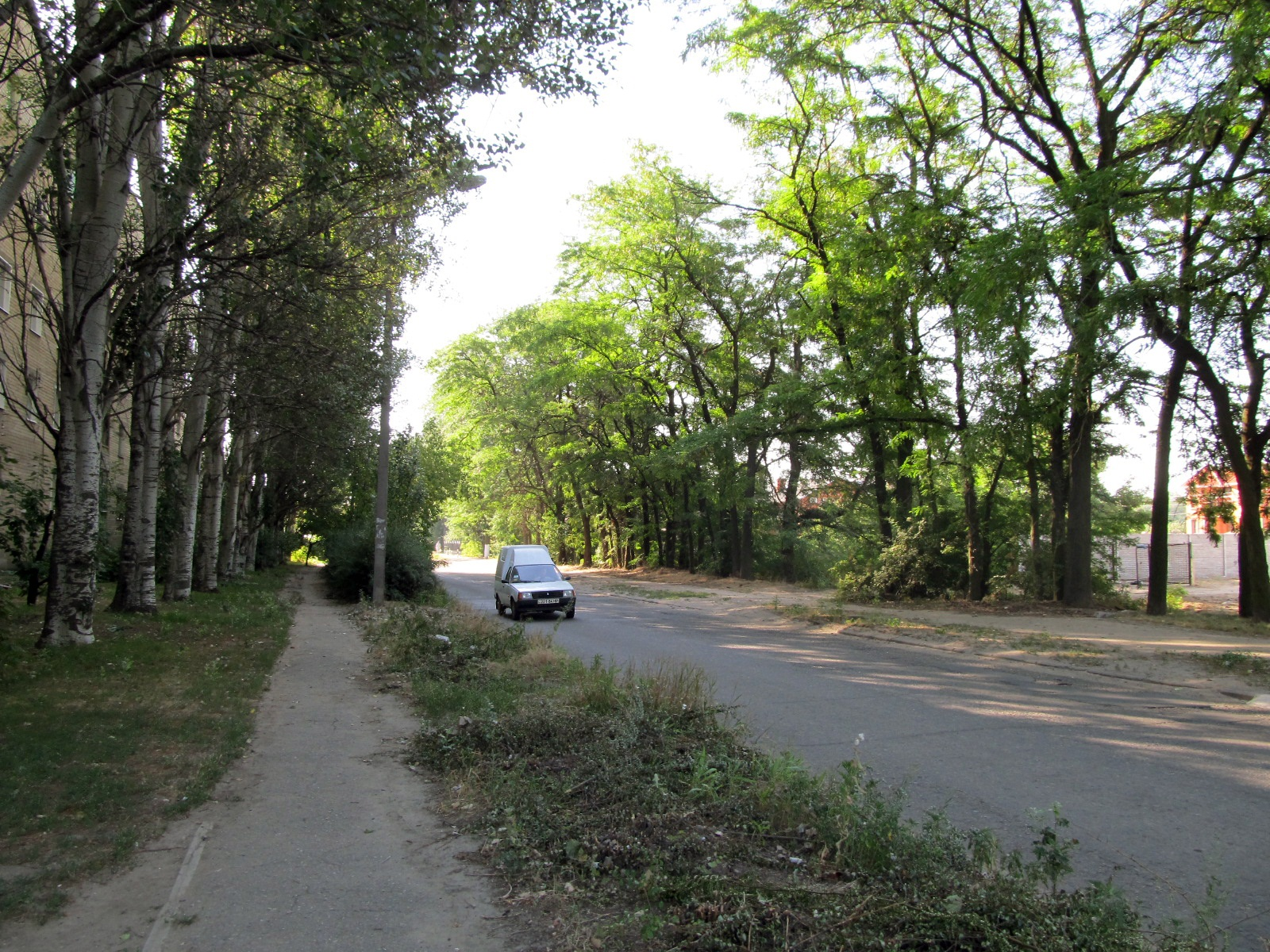
Vakulenchuka Street, Melitopol, Zaporizhia Oblast, Ukraine 04
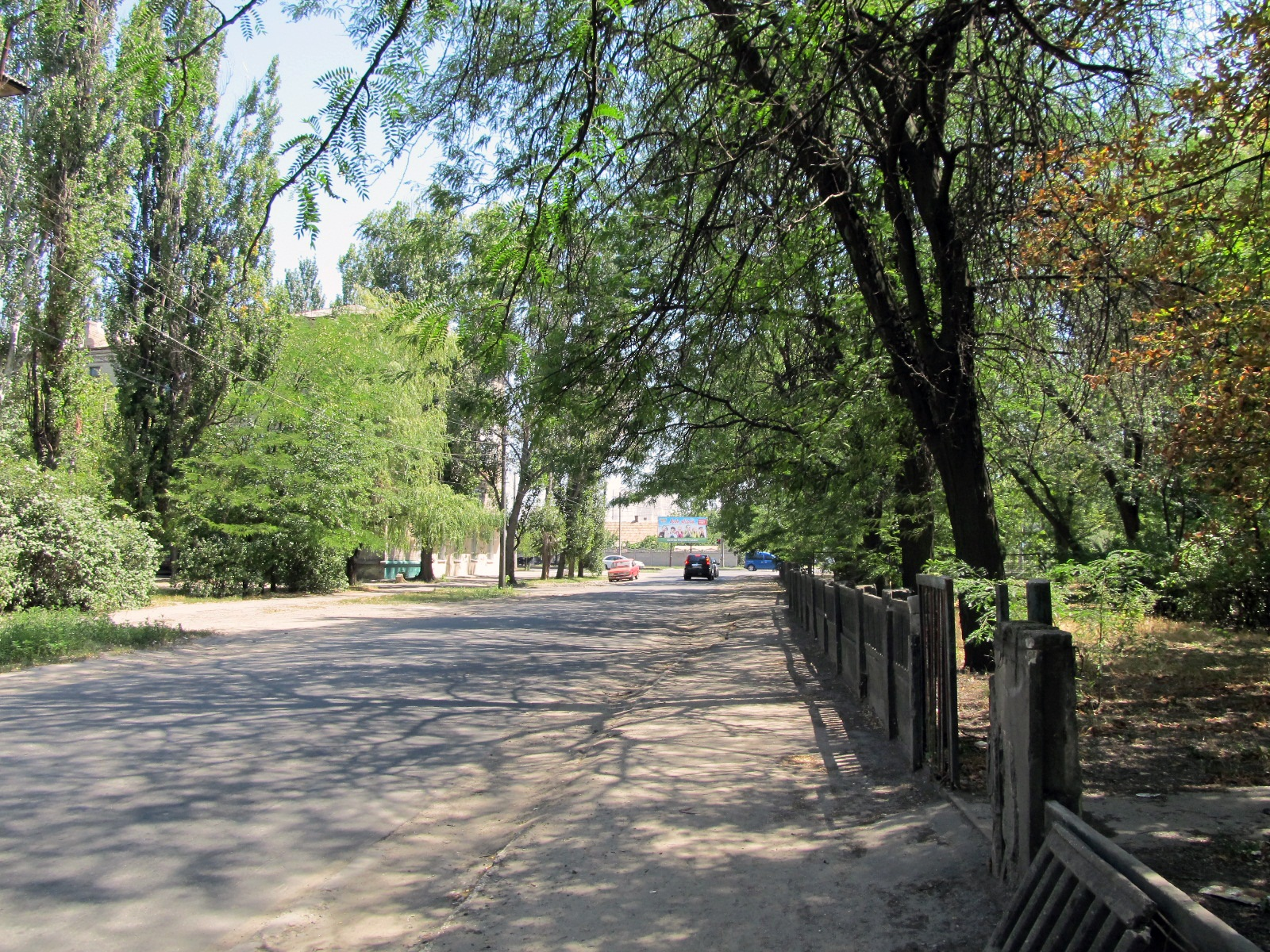
Vakulenchuka Street, Melitopol, Zaporizhia Oblast, Ukraine 05
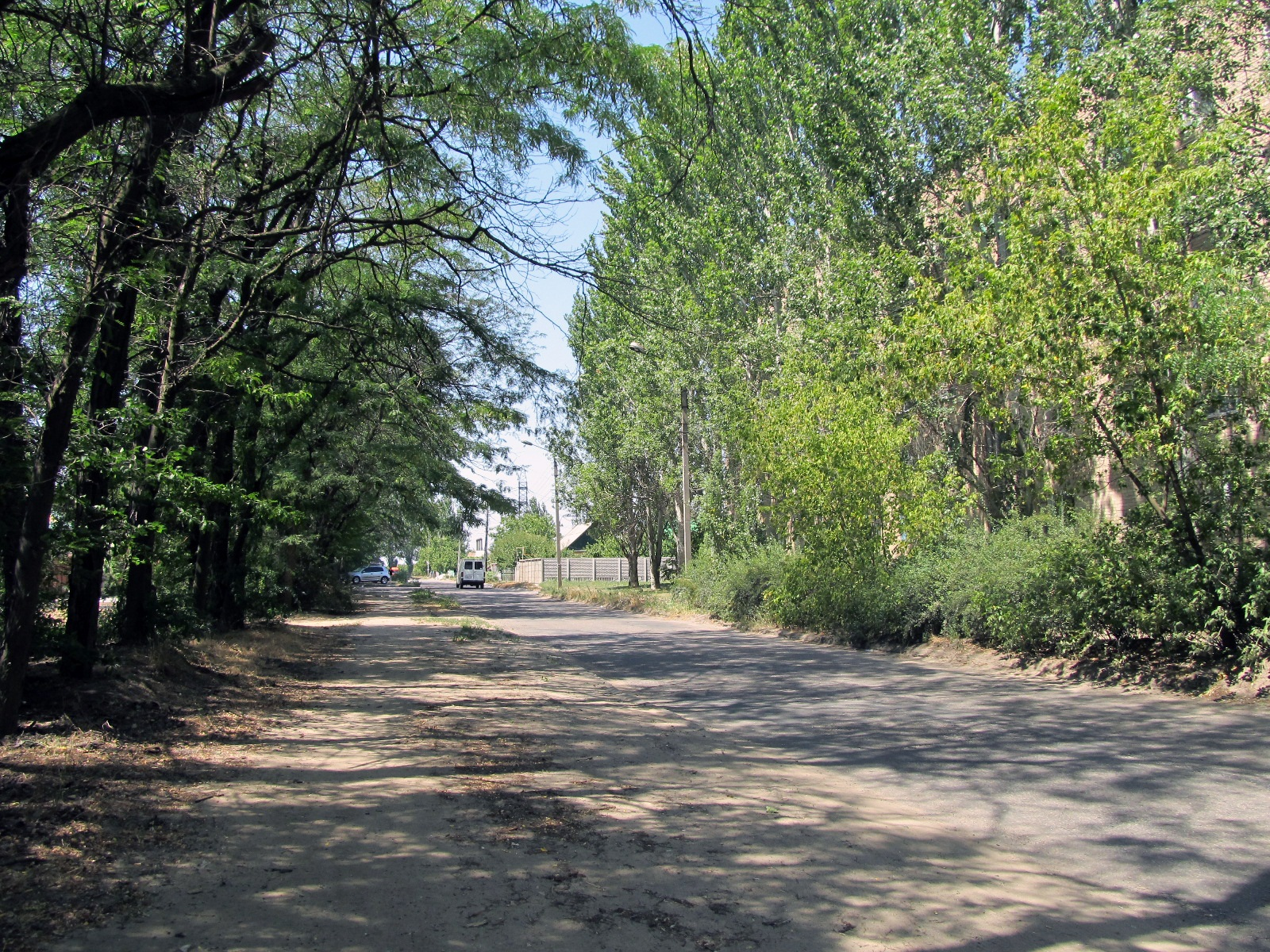
Vakulenchuka Street, Melitopol, Zaporizhia Oblast, Ukraine 06
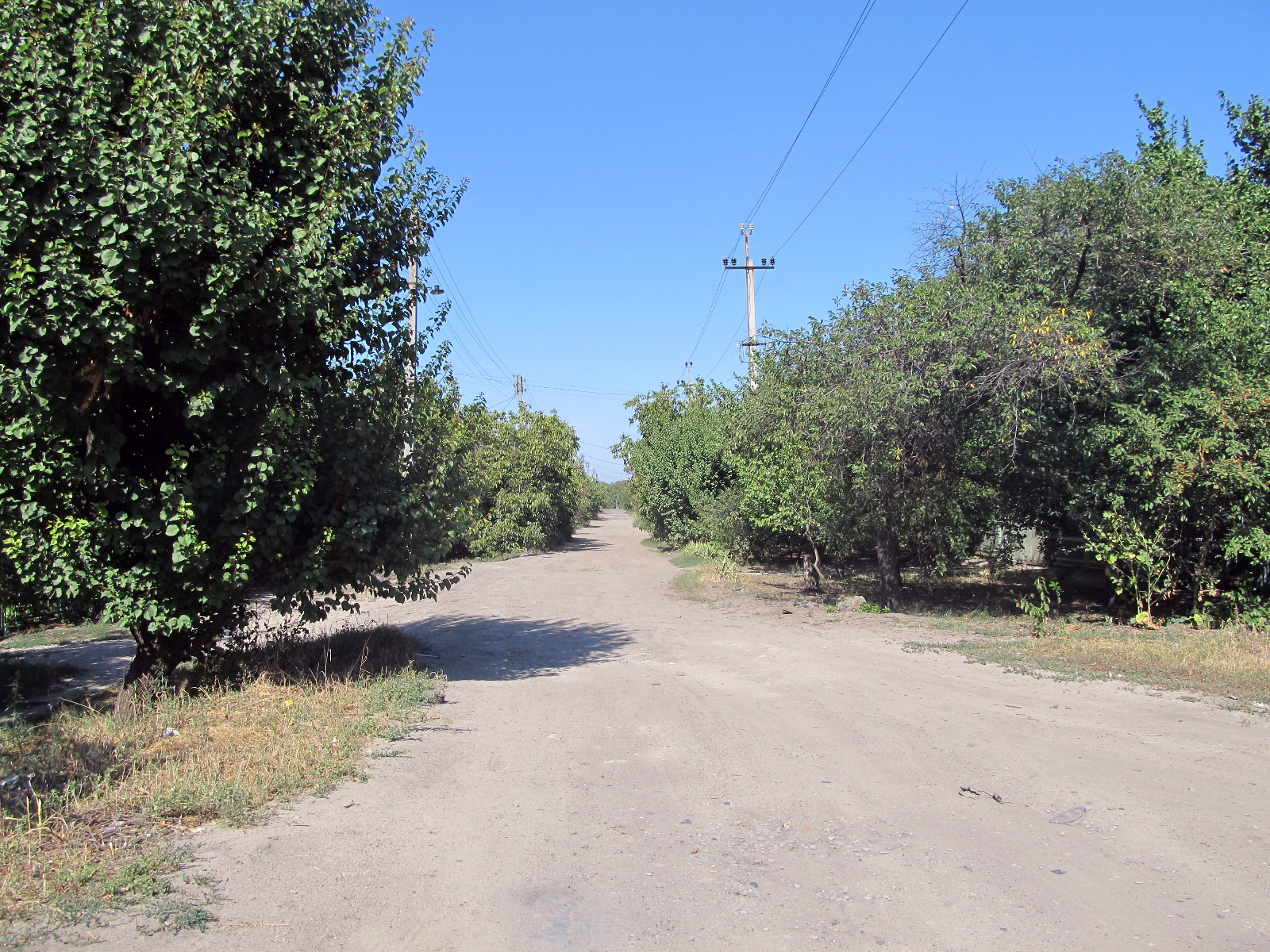
Vakulenchuka Street, Melitopol, Zaporizhia Oblast, Ukraine 07
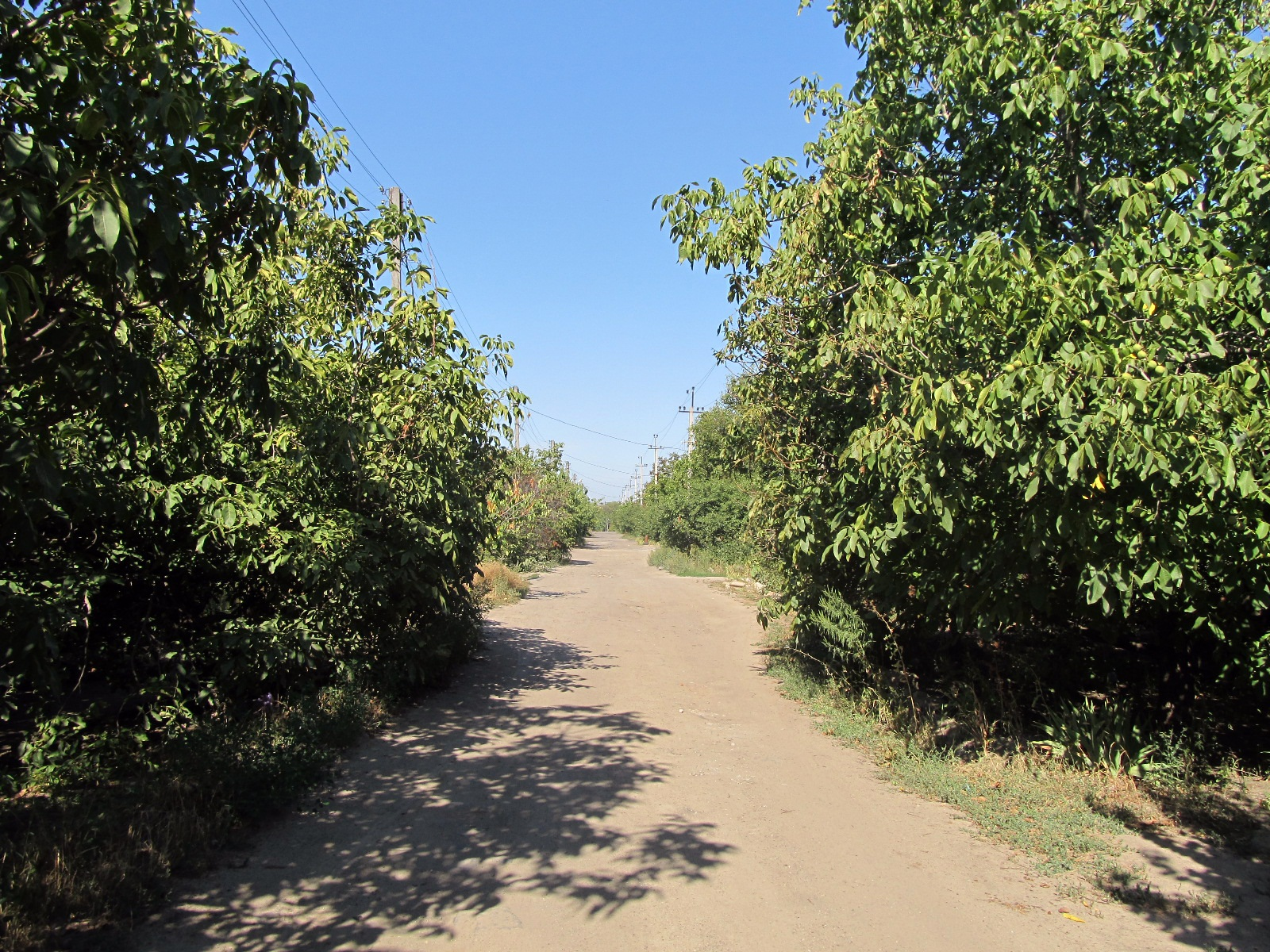
Vakulenchuka Street, Melitopol, Zaporizhia Oblast, Ukraine 08
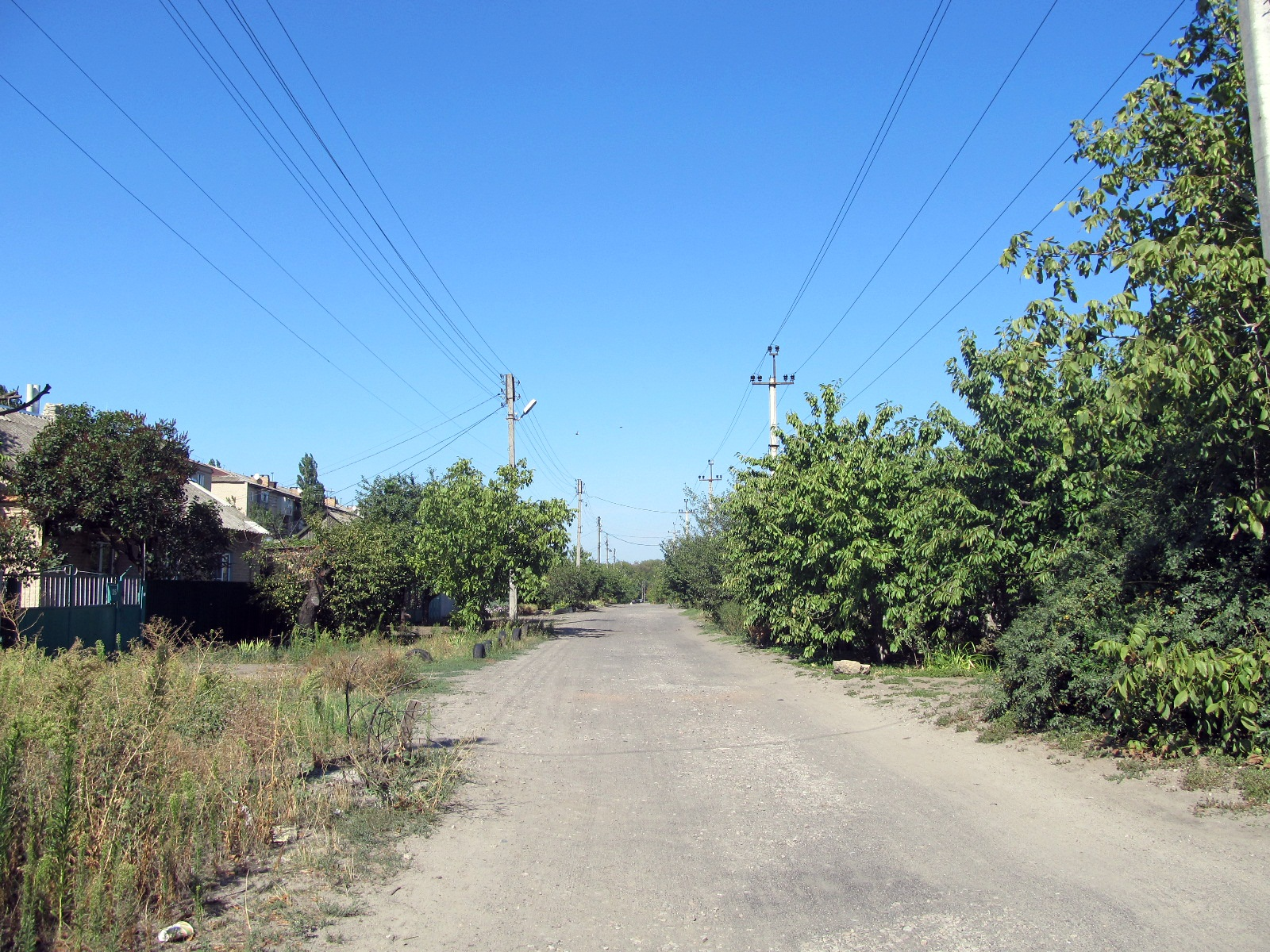
Vakulenchuka Street, Melitopol, Zaporizhia Oblast, Ukraine 09
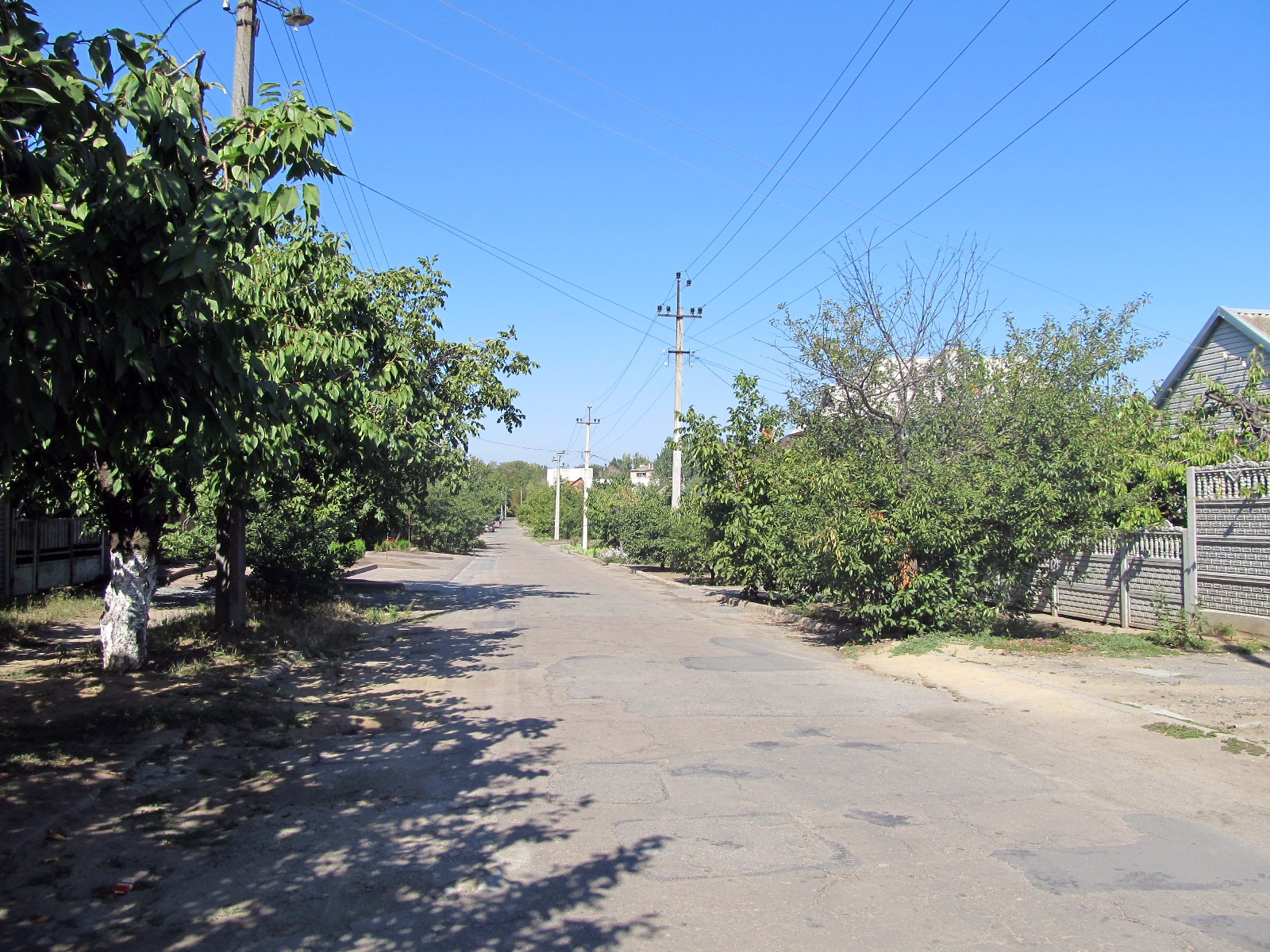
Vakulenchuka Street, Melitopol, Zaporizhia Oblast, Ukraine 10
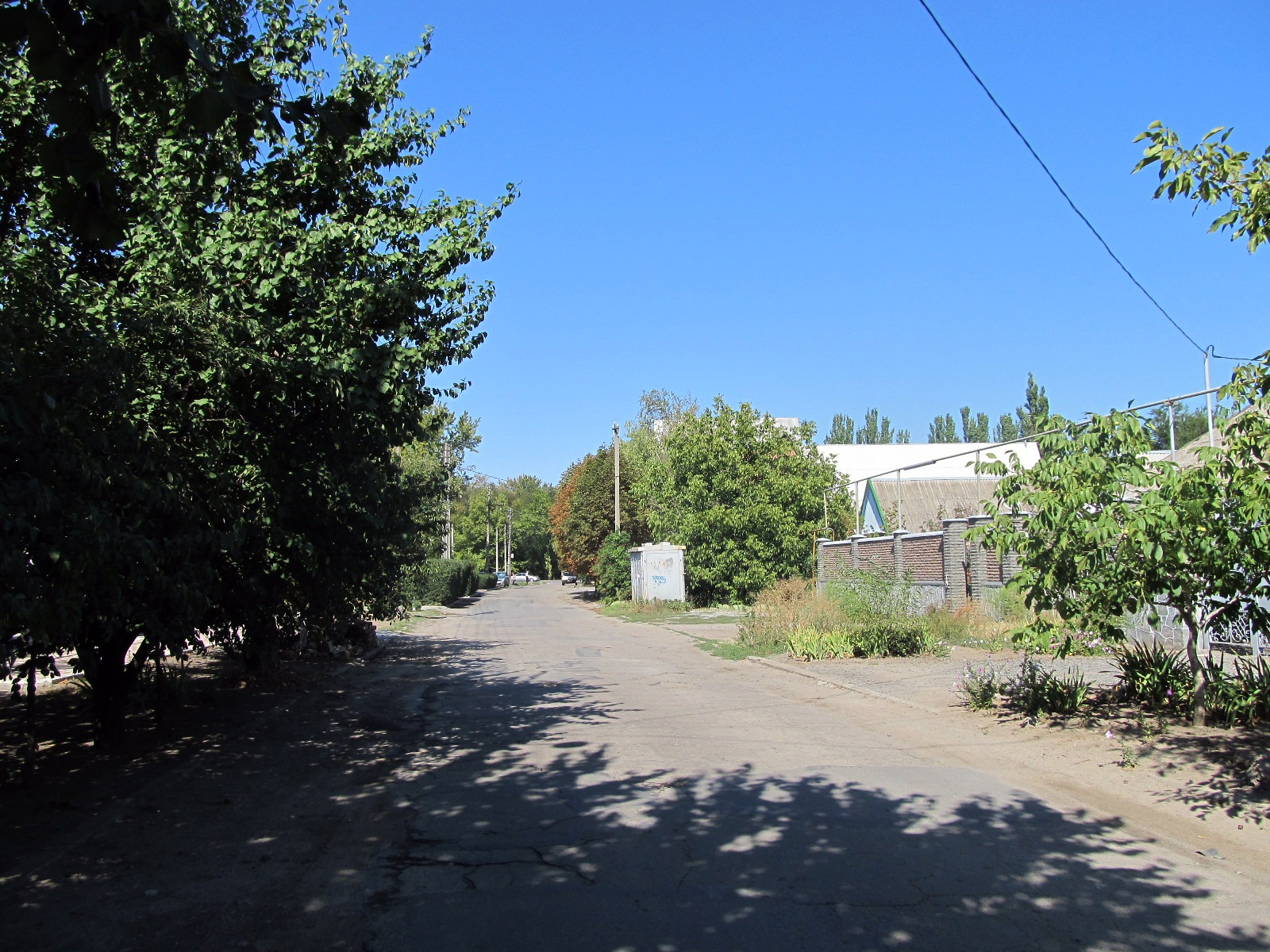
Vakulenchuka Street, Melitopol, Zaporizhia Oblast, Ukraine 11
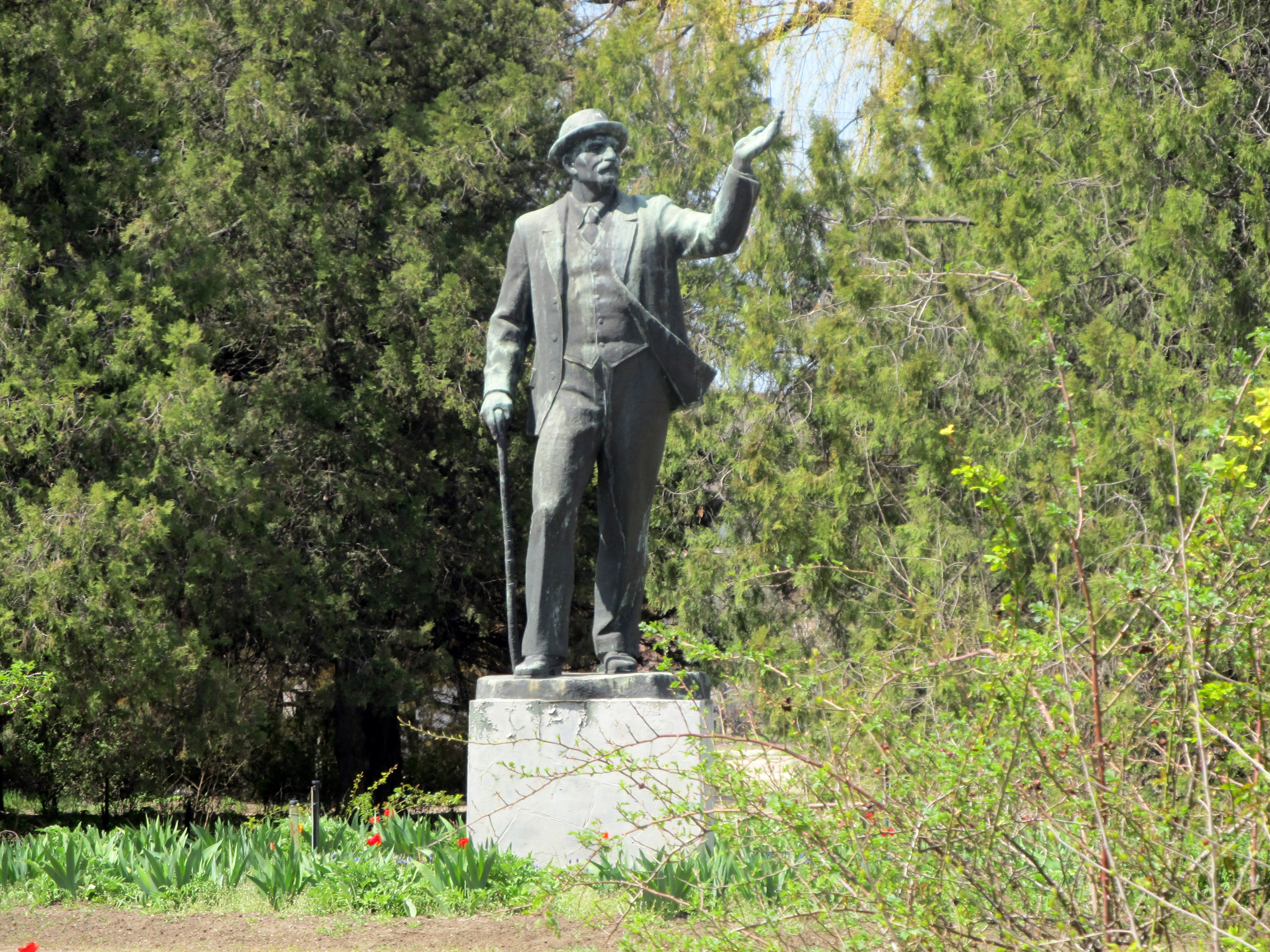
Vakulenchuka Street, Melitopol, Zaporizhia Oblast, Ukraine 31